# Саломе Александра
Саломе Александра (на иврит: שְׁלוֹמְצִיּוֹן אלכסנדרה, Шлом Цион) е царица на Юдея, управлявала през 76 – 67 година пр. Хр. Тя е една от двете властващи царици на Юдея, наред с Готолия.
Произходът на Саломе Александра не е ясен. Тя става съпруга на хасмонейския цар на Юдея Аристобул I, а след неговата смърт през 103 година пр. Хр. – на неговия брат и наследник Александър Янай. След смъртта на Александър Янай през 76 година пр. Хр. тя управлява самостоятелно. Този период се свързва със засилено влияние на фарисеите, водени от нейния брат Шимон бен Шетах.
Саломе Александра умира през 67 година пр. Хр. и е наследена от сина си Хиркан II, който дотогава е първосвещеник.